# 科威斯 (愛荷華州)
科威斯（英語：Corwith）是一個位於美國愛荷華州漢考克縣的城市。

## 地理
科威斯的座標為42°59′36″N 93°57′21″W / 42.99333°N 93.95583°W，而該地的平均海拔高度為359米（即1178英尺）。

## 人口
根據2010年美國人口普查的數據，科威斯的面積為3.83平方千米，當中陸地面積為3.83平方千米，而水域面積為0.00平方千米。當地共有人口309人，而人口密度為每平方千米80人。